# Giuseppe Pontiggia
Giuseppe Pontiggia (n. Como, 25 de septiembre de 1934 - Milán, 27 de junio de 2003) fue un escritor y crítico literario italiano.

## Trayectoria
Su madre era una actriz aficionada y su padre un funcionario de banca. Su infancia transcurrió en Erba, y por tanto en el campo. Tras la muerte del padre (1943), la familia se trasladó a Santa Margherita Ligure y luego a Varese; pero definitivamente Pontiggia vivió en Milán desde 1948.
Giuseppe Pontiggia era un gran lector. Su formación inicial la hizo en un instituto, pues hubo de trabajar en la banca enseguida. Pero se vinculó a revistas literarias importantes, desde 1956, como la vanguardista  Il Verri dirigida por Luciano Anceschi, por la que pasaron Umberto Eco o Nanni Balestrini. 
Luego, concluyó sus estudios universitarios en 1959 (Universidad católica de Milán). Escribió una tesis sobre la técnica narrativa de Italo Svevo y su estilo. En 1961 dejó su empleo en el banco y se dedicó a la enseñanza. En 1963 se casó con Lucia Magnocavallo. Desde 1971 hasta 1993 fue colaborador del Almanacco dello Specchio, dirigido por Marco Forli.
Trabajó con editoriales como Adelphi —donde publicó en 1968 L'arte della fuga—, y luego (y de un modo muy importante) con Mondadori, pues se encargó de editar a autores clásicos: Ausonio, Macrobio, Salustio, Lucano o Guicciardini. Asimismo se ocuparía de Alessandro Manzoni, Giovanni Verga, Carlo Collodi o Umberto Saba; o, entre los extranjeros, de Herman Hesse, Isaac Bashevis Singer, E.M. Forster, Valery Larbaud o Seamus Heaney. Fue traductor al italiano de varios libros.

## El escritor

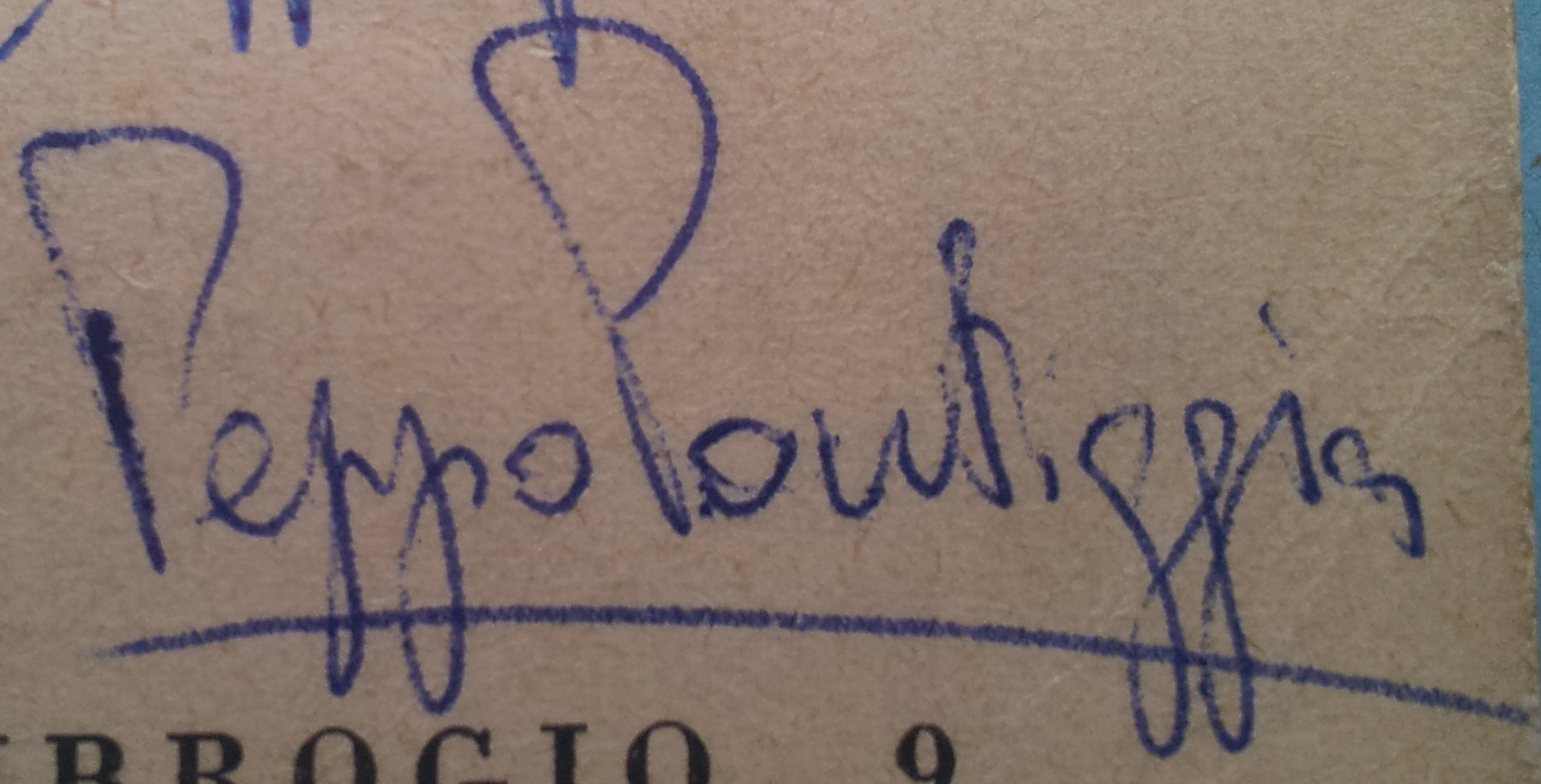
Giuseppe Pontiggia autógrafo

Publicó su primer libro, La morte in banca en 1959, a partir de suexperiencia en el banco, con cinco cuentos. Su segundo escrito de creación es L'arte della fuga (1968). En 1978 dio a las prensas la extraña novela sobre dos filólogos El jugador invisible, que tuvo gran eco. En 1983, otra más: Il raggio d'ombra, sobre la traición; y luego La larga noche, en 1989; todas ellas fueron corregidas por el autor, a veces fuertemente. Su última novela, Nacido dos veces (2001), autobiográfica, se basó en su experiencia con un hijo. 
Desde 1984, entregó muy diversos ensayos, con mucho peso en los clásicos. El primero fue Il giardino delle Esperidi; les siguen Le sabbie immobili (1991), L'isola volante (1996), I contemporanei del futuro (1998), Il residence delle ombre cinesi (2003), y el póstumo I classici in prima persona (2006). Su trabajo crítico es agudo, variado, independiente, de lecturas modernas y de gran calidad imaginativa. Todo ello ha supuesto una de las experiencias más emocionantes de las letras italianas de finales del siglo XX.
Recibió diversos premios: el de la Società dei Lettori; el Strega, en 1989, por La larga noche; el SuperFlaiano, por Vidas de hombres no ilustres; el Campiello y el Pen club, en 2001, por Nacido dos veces. Murió, de repente, en 2003.

## Obras
- Opere, editado por Daniela Marcheschi, «Meridiani» Mondadori, 2004 ISBN 88-04-52510-X

### Novelas y cuentos
- La morte in banca, 1959, revisada en Mondadori, 1991 ISBN 88-04-35140-3
- L'arte della fuga, Adelphi, 1968, revisada en Mondadori, 1990 ISBN 88-459-0723-6
- Il giocatore invisibile,  Mondadori, 1978. Tr.: El jugador invisible, Anagrama, 1987, ISBN 978-84-339-3103-0
- Il raggio d'ombra, 1983, ampliada en Mondadori, 1988 ISBN 88-04-39834-5
- La grande sera 1989, ampliada en Mondadori 1997. Tr.: La larga noche, Grijalbo-Mondadori, 1991.
- Vite di uomini non illustri, Mondadori, 1994. Vidas de hombres no ilustres, Grijalbo-Mondadori, 1995, libro poco clasificable
- Nati due volte, Mondadori, 2000. Tr.: Nacido dos veces, Salamandra, 2002, ISBN 978-84-7888-763-7
- Prima persona, Mondadori, 2002 ISBN 88-04-50426-9, anotaciones breves y aforismos.

### Ensayos
- Il giardino delle Esperidi, Adelphi, 1984 ISBN 88-04-54877-0
- Le sabbie immobili, Il Mulino, 1991 ISBN 88-15-03274-6
- L'isola volante, Mondadori, 1996 ISBN 88-04-40666-6
- I contemporanei del futuro: viaggio nei classici, Mondadori, 1998 ISBN 88-04-50931-7
- Il residence delle ombre cinesi, Mondadori, 2003, ISBN 88-04-52415-4, con unos pocos cuentos
- Leggere, Lucini, 2004
- I classici in prima persona, Mondadori, 2006 ISBN 88-04-55338-3, póstumo, hecho con sus intervenciones en Bolonia, 2002, sobre la pervivencia de los clásicos.

## Sobre Pontiggia
- Giuseppe Leone, "Ironia e Linguaggio con Giuseppe Pontiggia", Il Punto Stampa,  Lecco, abril, 1985.
- Alberto Albertini, Nascere due volte: le straordinarie opportunità della scrittura di Giuseppe Pontiggia, Brescia, L'Obliquo, 2003
- Giovanni Maccari, Giuseppe Pontiggia, Fiseole (Firenze), Cadmo, 2003.
- Roberto Michilli y Simone Gambacorta, La chiarezza enigmatica. Conversazione su Giuseppe Pontiggia, Giulianova (Teramo), Galaad, 2009.

- Datos: Q1179618
- Multimedia: Giuseppe Pontiggia / Q1179618